# Areola
Areola je specifičen organ kaktusov, ki tvori trne, trihome (laske), cvetove in plodove. Strukturo tvori poseben areolarni meristem. Areolarni meristemi imajo pri raznih kaktusih zelo podobne strukture, vendar lahko iniciacije posameznih meristemov potekajo zelo različno glede na vrsto.

## Funkcija areole
Areola je modificiran pazdušni brst, ki nastane na povečani listni zasnovi in producira trne namesto listov. Trni izraščajo iz obrobja areolarnega meristema (meristema trnov), na isti način kot bi prvotno nastal listni primordij. Najprej nastane konična tvorba velikosti okoli 0.1 mm, nakar prične iz vrha rasti trn. Primordij trnov raste s celično delitvijo na bazi, imenujemo pa ga interkalarni (vmesni) meristem. To je tanka plast debeline nekaj celic, ki tvorijo nove, stalne debelostenske podolgovate celice le proti vrhu trna, proti zasnovi pa ne. Na vrhnjem delu trna postajajo debele celične stene impregnirane z ligninom, kar povzroči otrjevanje trnov. Na površini trnov je tanka plast povrhnjice (epiderm trnov), ki je hrapava, luskasta in razpokana, posebno pri opuncijah. Glohide so posebne manjši trni z neolesenelim vznožjem, kjer se zlahka odlomijo. Lasate ščetine kaktusov iz rodu Espostoa so posebni neoleseneli trni brez ligninskih celic, dlačice na trnih kaktusa vrste Mammillaria plumosa pa so posebni izrastki, ki nastajajo iz epidermalnih celic trnov. Zgornji, oleseneli del trnov je po navadi neprepusten za vodo.

## Areolarni meristem
Sekundarno meristemsko tkivo v areolah skrbi za nastajanje trnov, cvetov in plodov. Tkivo areole je s prevodnim tkivom dobro povezano s sosednjimi tkivi, posebno z asimilacijskim tkivom.